# Ecuación de Harris-Benedict
La ecuación de Harris-Benedict es una ecuación empírica para estimar el metabolismo basal de una persona en función de su peso corporal, estatura y edad, y es utilizado en conjunto con factores de actividad física, para calcular la recomendación de consumo diario de calorías para un individuo. La ecuación supone una composición corporal normal, con una relación media entre la masa muscular y la masa grasa, por lo que puede ser inexacta para las personas que son muy musculosas (la fórmula subestima las necesidades reales) o para las personas con sobrepeso (la ecuación sobreestima las necesidades reales).

## Cálculo de la tasa metabólica basal

### Ecuaciones originales de 1918
Las ecuaciones originales de Harris-Benedict publicados en 1918 y 1919:
| Hombres | TMB (kcal) = 66.4730 + (13.7516 x peso en kg) + (5.0033 x altura en cm) - (6.7550 x edad en años) |
| Mujeres | TMB (kcal) = 655.0955 + (9.5634 x peso en kg) + (1.8449 x altura en cm) - (4.6756 x edad en años) |

Estas ecuaciones están tabuladas para valores de peso entre 25 y 124.9 kg, estatura entre 151 y 200 cm, y edad entre 21 y 70 años.
Una versión más simple con un error muy pequeño son las siguientes ecuaciones:
| Hombres | TMB (kcal) = 66.5 + (13.8 x peso en kg) + (5 x altura en cm) - (6.8 x edad en años)  |
| Mujeres | TMB (kcal) = 655 + (9.6 x peso en kg) + (1.85 x altura en cm) - (4.7 x edad en años) |

### Ecuaciones revisadas en 1984
Las ecuaciones de Harris-Benedict revisadas por Roza y Shizgal en 1984:
| Hombres |                                                                                                 |
| Mujeres | TMB (kcal) = 447.5930 + (9.2470 x peso en kg) + (3.0980 x altura en cm) - (4.33 x edad en años) |

Una versión más simple con un error muy pequeño son las siguientes ecuaciones:
| Hombres | TMB (kcal) = 88 + (13.4 x peso en kg) + (4.8 x altura en cm) - (5.7 x edad en años) |
| Mujeres | TMB (kcal) = 448 + (9.3 x peso en kg) + (3.1 x altura en cm) - (4.3 x edad en años) |

### Ecuaciones revisadas en 1990
Las ecuaciones de Harris-Benedict revisadas por Mifflin y St Jeor en 1990:
| Hombres | TMB (kcal) = (10 x peso en kg) + (6,25 × altura en cm) - (5 × edad en años) + 5   |
| Mujeres | TMB (kcal) = (10 x peso en kg) + (6,25 × altura en cm) - (5 × edad en años) - 161 |

## Ingesta diaria de calorías recomendada según el principio de Harris-Benedict
La siguiente tabla permite el cálculo de la ingesta diaria de calorías recomendada de una persona para mantener su peso actual:
| Poco o ningún ejercicio                                           | Calorías diarias necesarias = TMB x 1,2   |
| Ejercicio ligero (1-3 días a la semana)                           | Calorías diarias necesarias = TMB x 1,375 |
| Ejercicio moderado (3-5 días a la semana)                         | Calorías diarias necesarias = TMB x 1,55  |
| Ejercicio fuerte (6-7 días a la semana)                           | Calorías diarias necesarias = TMB x 1,725 |
| Ejercicio muy fuerte (dos veces al día, entrenamientos muy duros) | Calorías diarias necesarias = TMB x 1,9   |

## Historia de la fórmula de Harris-Benedict
En 1919, el Laboratorio de Nutrición del Instituto Carnegie de Washington (EE. UU.), publica una monografía con el título “A Biometric Study of Basal Metabolism in Man”. Los autores de esta publicación fueron los fisiólogos-nutricionistas J. Arthur Harris y Francis G. Benedict.
En esta monografía Harris-Benedict evaluaron parámetros metabólicos de 136 hombres y 106 mujeres, todos adultos sanos. A estos sujetos se les realizó calorimetría indirecta y a partir de la evaluación de sus datos con análisis de regresión, se diseñaron fórmulas matemáticas para predecir el gasto energético en reposo, usando como variables la edad, el género, el peso y talla.
En 1984, los datos y la fórmula original de Harris y Benedict fueron revaluados por Roza y Shizga determinando la masa celular activa total con mediciones de potasio corporal total (Ke). Basándose en sus resultados, propusieron algunas variantes a esa fórmula original de 1919.
En 1990, Pellet publica en el American Journal of Clinical Nutrition una completa revisión sobre las fórmulas matemáticas utilizadas para predecir el gasto energético en reposo. En esta publicación aparece una actualización de la fórmula original de Harris y Benedict que es la que se utiliza hoy en día.

## Usos para perder peso
Si utilizamos la última fórmula descrita en las tablas, un hombre de 24 años, 80 kg y 180 cm, resulta tener una tasa metabólica basal (TMB) de 1.810 kcal. Si además practica ejercicio moderadamente, habría que multiplicar la TMB por su nivel de actividad (1.810 x 1,55). Obtenemos así 2.805 kcal por día para mantener su peso actual de 80 kg. Aunque esto parezca una ingesta alta de calorías, es lo que su nivel de actividad precisa. Este individuo no perdería peso si mantiene su nivel de actividad y su ingesta. La misma persona solo podría consumir 2.172 kcal al día sin ganar peso en el caso de que no realizara ningún tipo de ejercicio.
Utilizando la ecuación de Harris-Benedict, se puede adecuar la toma de calorías para perder peso. Un kilogramo de grasa corporal contiene aproximadamente 7.000 kcal. Según la ecuación de Harris-Benedict, si alguien con una TMB de 2.500 kcal consume solo 2.000, debería perder 1 kg de grasa en 14 días bajo la suposición de que el déficit calórico solo se compensa oxidando grasas.